# Félix Pérez Cardozo (Paraguay)
Félix Pérez Cardozo è un centro abitato del Paraguay, situato nel Dipartimento di Guairá. Forma  uno dei 17 distretti in cui è diviso il dipartimento.

## Popolazione
Al censimento del 2002 la località contava una popolazione urbana di 537 abitanti (4.774 nel distretto).

## Origine del nome
Chiamata in passato Hyaty, la località ha preso il suo attuale nome in omaggio al musicista e compositore Félix Pérez Cardozo, che vi nacque nel 1908.